# Β-Carboline
La β-carboline (9H-pyrido[3,4-b]indole) est une amine aromatique tricyclique. Elle est le noyau squelettique de base d'une classe de composés appelés β-carbolines.

## Structure
Le noyau β-carboline est constitué d'un cycle de pyridine (azine) fusionné avec un noyau d'indole par la cycle d'azole.
Cette structure est très proche de celle de la tryptamine, où le bras éthylamine serait reconnecté au cycle indole par un carbone supplémentaire, pour produire la structure tricyclique.
Ainsi, on suppose que la biosynthèse des β-carbolines suit le même chemin métabolique que les tryptamines. Différents niveaux de saturation sont alors possibles pour le troisième cycle, indiqués par les doubles liaisons optionnelles colorées en bleu et rouge sur la représentation ci-dessous :

## Exemples de β-carbolines
Quelques-unes des β-carbolines les plus importantes présentées dans le tableau ci-dessous :
| Nom courant       | Liaison rouge | Liaison bleue | R1  | R6   | R7   | Structure         |
| β-Carboline       | ×             | ×             | H   | H    | H    | β-Carboline       |
| Tryptoline        |               |               | H   | H    | H    | Tryptoline        |
| Pinoline          |               |               | H   | OCH3 | H    | Pinoline          |
| Harmane           | ×             |               | CH3 | H    | H    | Harmane           |
| Harmine           | ×             | ×             | CH3 | H    | OCH3 | Harmine           |
| Harmaline         | ×             |               | CH3 | H    | OCH3 | Harmaline         |
| Tétrahydroharmine |               |               | CH3 | H    | OCH3 | Tétrahydroharmine |

## Pharmacologie
Les alcaloïdes β-carbolines sont très répandus chez les plantes et les animaux et agissent fréquemment comme inhibiteurs de la monoamine oxydase. Comme composants de la liane Banisteriopsis caapi, l'harmine, l'harmaline et la tétrahydroharmine, les β-carbolines connues sous le nom d'harmanes jouent un rôle pharmacologique important et sont les principaux responsables des effets psychédéliques de l'ayahuasca. On trouve également dans les boissons alcooliques fermentées comme la bière, le vin et certaines boissons spiritueuses des dérivés carboxyliques de la tetrahydro-beta-carboline,,. Certaines β-carbolines, notamment la tryptoline et la pinoline, sont formées naturellement dans le corps humain. La pinoline est d'ailleurs impliquée, avec la mélatonine dans le rôle régulateur du cycle veille/sommeil de la glande pinéale. Plusieurs β-carbolines ont des effets agonistes inverses de benzodiazépines et, notamment, selon les doses, des effets convulsivants, anxiogènes et facilitateurs de la mémoire.